# Région Mittlerer Oberrhein

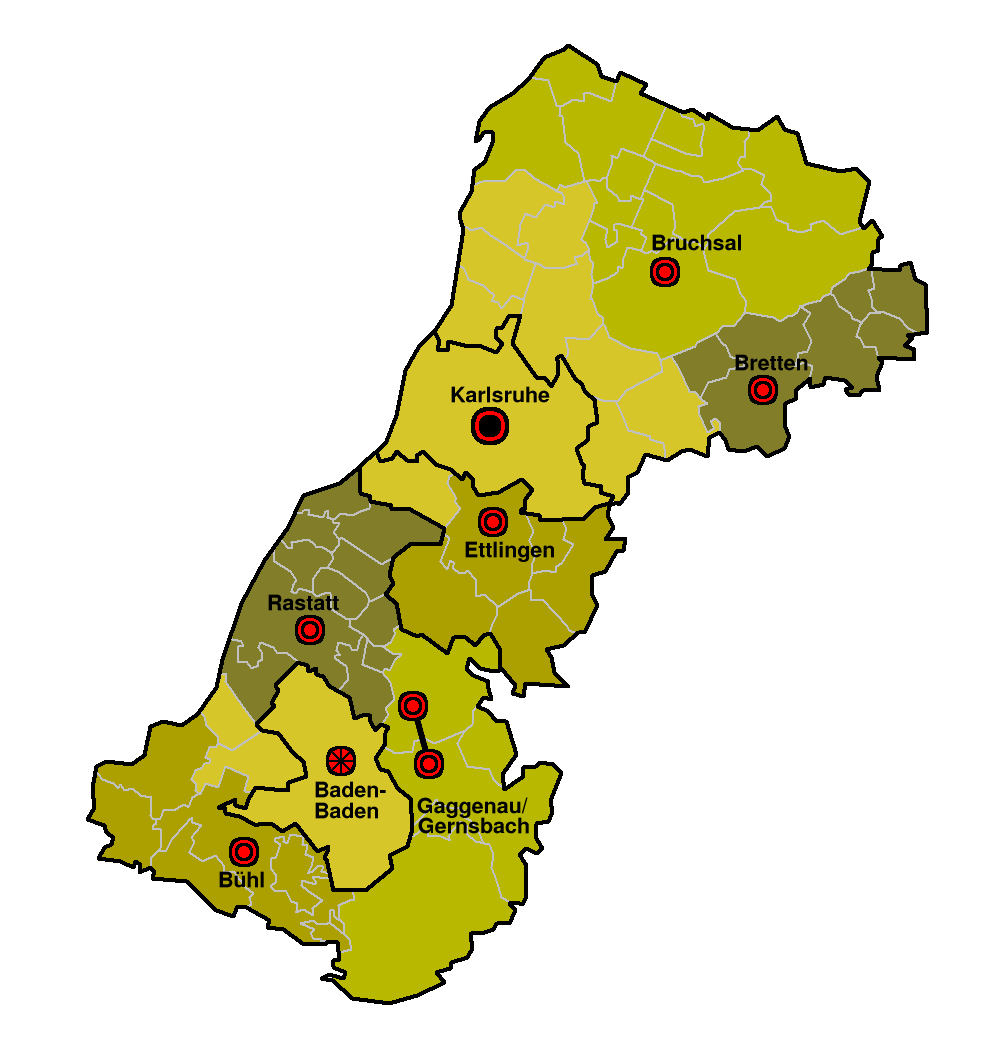
Carte de la Région Mittlerer Oberrhein.

La Région Mittlerer Oberrhein est une région de planification allemande située dans le District de Karlsruhe et la région du Bade-Wurtemberg. Elle comprend quatre arrondissements dont deux villes-arrondissements.

## Histoire
À partir de 1991, la Région est impliquée dans la coopération transfrontalière, en adhérant à l'eurodistrict Pamina.

## Arrondissements
- Baden-Baden (ville-arrondissement) (BAD)
- Karlsruhe (ville-arrondissement) (KA)
- Arrondissement de Karlsruhe (campagne) (KA)
- Arrondissement de Rastatt (RA)

## Données
La superficie de la Région Mittlerer Oberrhein est de 2 137,45 km2. Sa population s'élevait à 1 003 544 habitants au recensement du 30 juin 2009, soit une densité de 468 habitants/km2.